# كولن بوند
كولن بوند (بالإنجليزية: Colin Bond)‏ هو سائق رالي أسترالي، ولد في 24 فبراير 1942.

## وصلات خارجية
- كولن بوند على موقع eWRC-results.com (الإنجليزية)